# Poilley
|  | Per a altres significats, vegeu «Poilley (Ille i Vilaine)». |

Poilley és un municipi francès al departament de la Manche i a la regió de Normandia. L'any 2007 tenia 770 habitants.

## Urbanisme

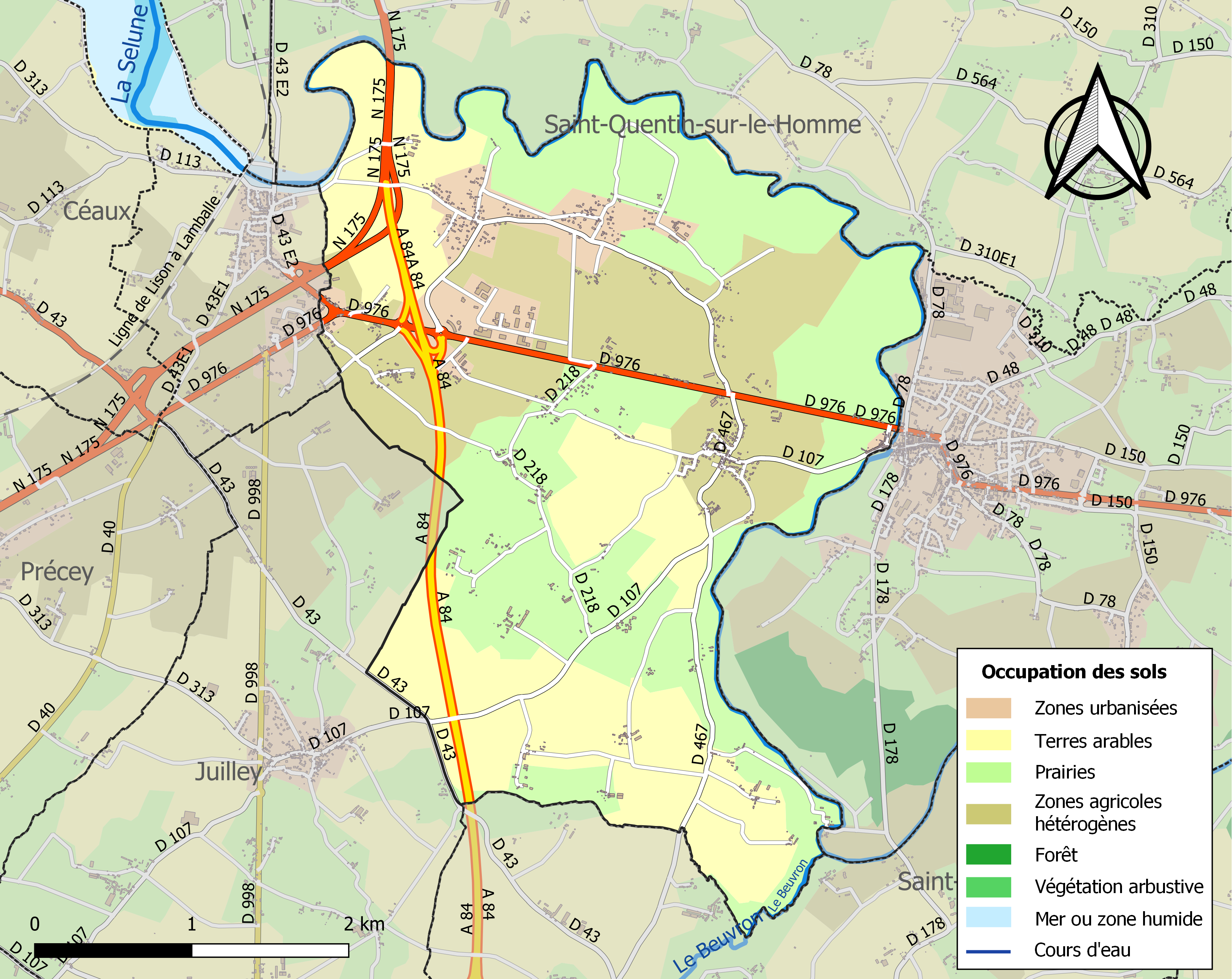
Mapa de colors que mostra l'ús del sòl. Mapa d'infraestructures i usos del sòl al municipi l'any 2018 (CLC).

Poilley és un municipi rural, perquè és un dels municipis poc o molt poc poblats, en el sentit de la quadrícula de densitat municipal de l'Insee. ·  · .
A més, la població forma part de l'àrea d'atracció d'Avranches, de la qual és una població de la corona. Aquesta zona, que inclou 32 poblacions, es classifica en zones de menys de 50.000 habitants. · .
La població, limitada per l'estuari de la Sélune, també és una població costanera en el sentit de la llei de 3 de gener de 1986, coneguda com a llei litoral (Loi littoral). S'hi apliquen, doncs, disposicions urbanístiques específiques per tal de preservar els espais naturals, els llocs, els paisatges i l'equilibri ecològic del litoral, com, per exemple, el principi de no-constructibilitat, fora dels espais urbanitzats, en el litoral de 100 metres, o més si el pla urbanístic local així ho preveu.
La cobertura del sòl del municipi, tal com es desprèn de la base de dades biofísica europea de cobertures del sòl CORINE Land Cover (CLC), està marcada per la importància del sòl agrícola (92,8% el 2018), encara que per sota del 1990 (99,1%). La distribució detallada del 2018 és la següent: prats (39%), terres de conreu (30,1%), zones agrícoles heterogènies (23,7%), zones urbanitzades (4,5%), zones industrials o comercials i xarxes de comunicacions (2,7%).
L'IGN també ofereix una eina en línia per comparar l'evolució en el temps de l'ús del sòl al municipi (o territoris a diferents escales). S'hi poden accedir en forma de mapes o fotografies aèries diverses èpoques: el mapa Cassini (segle xviii), el mapa d'estat major la  (carte d'état-major, 1820-1866) i el període actual (des del 1950 fins avui dia).

## Demografia

### Població
El 2007 la població de fet de Poilley era de 770 persones. Hi havia 306 famílies de les quals 79 eren unipersonals (33 homes vivint sols i 46 dones vivint soles), 95 parelles sense fills, 124 parelles amb fills i 8 famílies monoparentals amb fills.
La població ha evolucionat segons el següent gràfic:

### Habitatges
El 2007 hi havia 371 habitatges, 311 eren l'habitatge principal de la família, 40 eren segones residències i 21 estaven desocupats. 366 eren cases i 5 eren apartaments. Dels 311 habitatges principals, 253 estaven ocupats pels seus propietaris, 56 estaven llogats i ocupats pels llogaters i 2 estaven cedits a títol gratuït; 2 tenien una cambra, 13 en tenien dues, 51 en tenien tres, 76 en tenien quatre i 169 en tenien cinc o més. 256 habitatges disposaven pel capbaix d'una plaça de pàrquing. A 128 habitatges hi havia un automòbil i a 156 n'hi havia dos o més.

### Piràmide de població
La piràmide de població per edats i sexe el 2009 era:
| Homes | Edats   | Dones |
| ----- | ------- | ----- |
| 0     | 95 o +  | 4     |
| 0     | 90 a 94 | 0     |
| 4     | 85 a 89 | 0     |
| 8     | 80 a 84 | 8     |
| 12    | 75 a 79 | 16    |
| 20    | 70 a 74 | 28    |
| 20    | 65 a 69 | 12    |
| 20    | 60 a 64 | 20    |
| 16    | 55 a 59 | 24    |
| 4     | 50 a 54 | 8     |
| 24    | 45 a 49 | 16    |
| 44    | 40 a 44 | 48    |
| 4     | 35 a 39 | 16    |
| 20    | 30 a 34 | 24    |
| 32    | 25 a 29 | 16    |
| 16    | 20 a 24 | 8     |
| 52    | 15 a 19 | 32    |
| 20    | 10 a 14 | 24    |
| 8     | 5 a 9   | 12    |
| 24    | 0 a 4   | 12    |

## Economia
El 2007 la població en edat de treballar era de 473 persones, 371 eren actives i 102 eren inactives. De les 371 persones actives 357 estaven ocupades (193 homes i 164 dones) i 14 estaven aturades (5 homes i 9 dones). De les 102 persones inactives 54 estaven jubilades, 29 estaven estudiant i 19 estaven classificades com a «altres inactius».

### Ingressos
El 2009 a Poilley hi havia 333 unitats fiscals que integraven 870,5 persones, la mediana anual d'ingressos fiscals per persona era de 17.492 €.

### Activitats econòmiques
Dels 38 establiments que hi havia el 2007, 1 era d'una empresa de fabricació de material elèctric, 5 d'empreses de fabricació d'altres productes industrials, 10 d'empreses de construcció, 8 d'empreses de comerç i reparació d'automòbils, 1 d'una empresa de transport, 4 d'empreses d'hostatgeria i restauració, 4 d'empreses d'informació i comunicació, 2 d'empreses financeres, 1 d'una empresa de serveis, 1 d'una entitat de l'administració pública i 1 d'una empresa classificada com a «altres activitats de serveis».
Dels 14 establiments de servei als particulars que hi havia el 2009, 2 eren tallers de reparació d'automòbils i de material agrícola, 2 paletes, 1 guixaire pintor, 3 fusteries, 1 lampisteria, 3 electricistes i 2 restaurants.
L'únic establiment comercial que hi havia el 2009 era una botiga de mobles.
L'any 2000 a Poilley hi havia 52 explotacions agrícoles que ocupaven un total de 792 hectàrees.

## Equipaments sanitaris i escolars
El 2009 hi havia una escola elemental integrada dins d'un grup escolar amb les comunes properes formant una escola dispersa.

## Poblacions properes
El següent diagrama mostra les poblacions més properes.